# Коваленко, Иван Тимофеевич
Иван Тимофеевич Коваленко (21 мая 1931 — ?, город Сумы) — советский деятель производства, новатор, бригадир котельщиков-сборщиков Сумского машиностроительного производственного объединения имени Фрунзе, Герой Социалистического Труда (20.04.1971). Член Ревизионной Комиссии КПУ в 1976—1981 г. Кандидат в члены ЦК КПУ в 1981—1986 г.

## Биография
Родился в семье рабочих. В 1947 году окончил ремесленное училище.
В 1947—1986 гг. — котельник, полировщик, бригадир котельщиков-сборщиков Сумского машиностроительного завода имени Фрунзе (с 1976 года — Сумского машиностроительного производственного объединения имени Фрунзе) Сумской области.
Окончил школу рабочей молодежи, а в 1962 году без отрыва от производства, окончил Сумской машиностроительный техникум.
Член КПСС с 1961 года.
С 1986 года — мастер производственного обучения Сумского базового специального профессионально-технического училища (СПТУ-2).
Потом — на пенсии в городе Сумах.

## Награды
- Герой Социалистического Труда (20.04.1971)
- орден Ленина (20.04.1971)
- орден Трудового Красного Знамени
- медали